# Остранка (Житковичский район)
О́странка (бел. Во́странка) — деревня в Рудненском сельсовете Житковичского района Гомельской области Беларуси.

## География

### Расположение
В 5 км на восток от районного центра и железнодорожной станции Житковичи (на линии Лунинец — Калинковичи), 228 км от Гомеля.

## Гидрография
На реке Науть (приток реки Припять).

## Транспортная сеть
Рядом автодорога Житковичи — Петриков. Планировка состоит из разделённых рекой 2 частей: восточной (бессистемная застройка вдоль реки) и западной (плавно изогнутая улица, ориентированная с юго-востока на северо-запад). Застройка деревянная, усадебного типа.

## История
Основана в начале XX века переселенцами из соседних деревень. В 1931 году жители вступили в колхоз. Во время Великой Отечественной войны 13 жителей погибли на фронте. Согласно переписи 1959 года в составе совхоза «Житковичи» (центр — посёлок Гребенёвский). Действовали клуб, библиотека.

## Население

### Численность
- 2004 год — 58 хозяйств, 103 жителя.

### Динамика
- 1925 год — 18 дворов.
- 1959 год — 251 житель (согласно переписи).
- 2004 год — 58 хозяйств, 103 жителя.